# フォーポイントバイシェラトン函館
プレミアホテル -CABIN PRESIDENT- 函館は、北海道函館市にあるホテル。

## 沿革
- 1988年（昭和63年）：ジェイティービー（JTB）のグループ会社による「函館ハーバービューホテル」が開業。
- 2007年（平成19年）：ソラーレ ホテルズ アンド リゾーツによる運営開始[3]。全日空ホテルズの加盟契約終了[4]。
- 2008年（平成20年）：「ロワジールホテル函館」と改称[2]。
- 2015年（平成27年）：ケン・コーポレーションが施設取得[5]。
- 2016年（平成28年）：マリオット・インターナショナル（開業当時はスターウッド・ホテル&リゾート）とのフランチャイズ契約により、日本国内初の「フォーポイントバイシェラトン」ブランドと函館市内初の国際的ホテルチェーン進出となる「フォーポイントバイシェラトン函館」にリブランド[1][6]。
- 2023年（令和5年）6月1日：マリオット・インターナショナルとのフランチャイズ契約を終了、同日よりプレミアホテルグループのプレミアホテル-CABIN PRESIDENT-函館」としてリブランド[7]。

## 施設
客室
- シングルルーム
- ダブルルーム
- ツインルーム
- 夜景ツインルーム
- 夜景スイートルーム

レストラン
- メインダイニング フォーポイント
- 夜景バー エステラード

会議・宴会
- 大宴会場 カメリア（最大収容人数500名）
- 中宴会場 ラベンダー（最大収容人数200名）
- 小宴会場
  - ライラック（最大収容人数60名）
  - デイジー（最大収容人数40名）
  - オーキッド（最大収容人数20名）

ウエディング
その他
- リラクゼーションルーム リラッサ
- 売店
  - 松岡商店[8]

## アクセス
北海道旅客鉄道（JR北海道）函館駅や函館駅前バスターミナル、函館市企業局交通部（函館市電）函館駅前停留場から徒歩1分の立地にあり、函館朝市に隣接している。
- 函館港フェリーターミナルから車で約11分
- 函館空港から車で約20分